# Saint-Yorre

Saint-Voir este o comună în departamentul Allier din centrul Franței. În 1 ianuarie 2022 avea o populație de 2.618 de locuitori.